# Хронологія російського вторгнення в Україну (грудень 2022)
Ця частина хронології широкомасштабного вторгнення РФ до України, яка своєю чергою є частиною хронології російської збройної агресії проти України з 2014 року.
Події листопада 2022 року перелічено в хронології за листопад, події наступного місяця описано в статті за січень 2023 року.

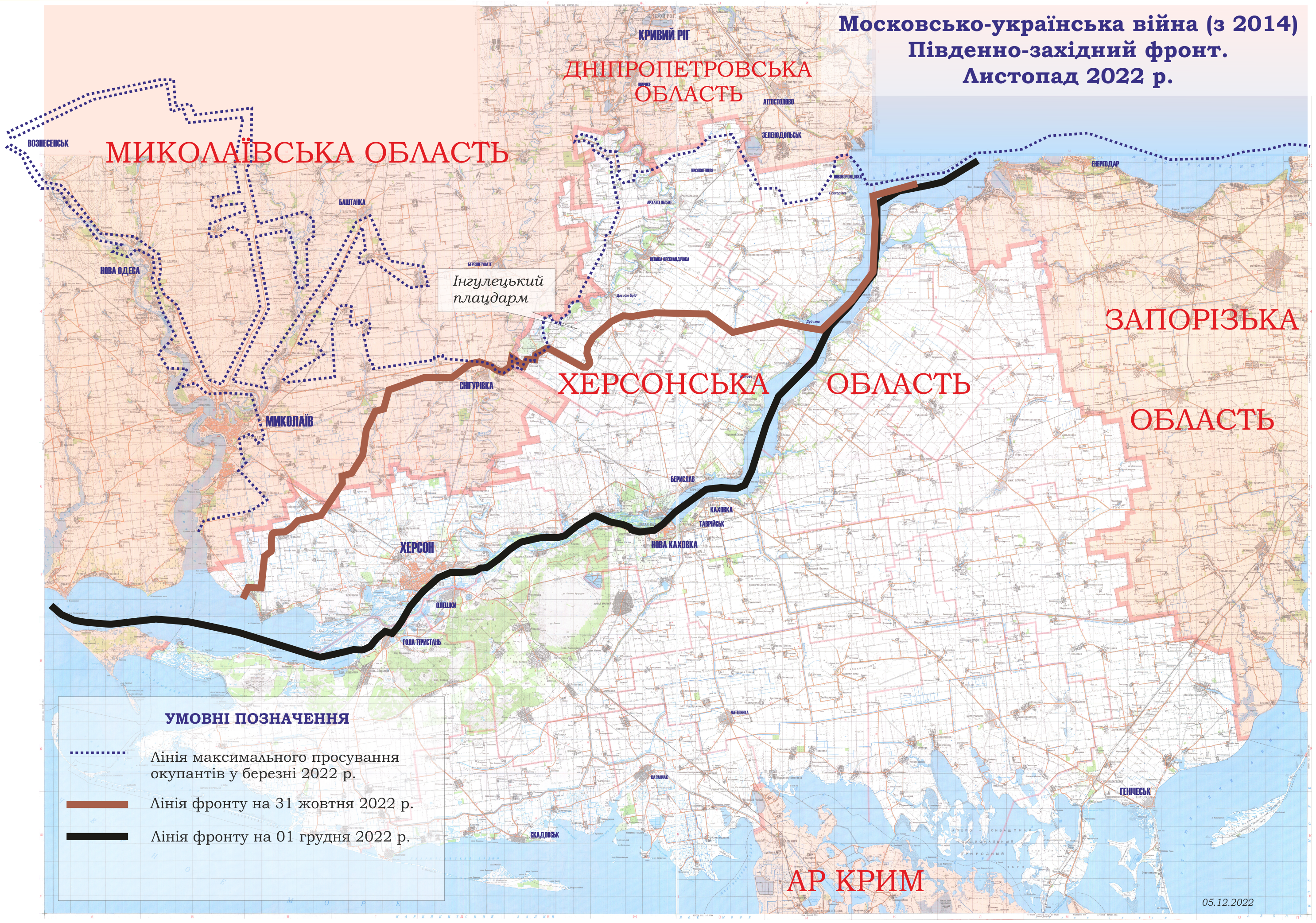
Південно-західний фронт у листопаді 2022

## Стан на 1 грудня 2022 року
Росіяни продовжили завдавати удари по об'єктах цивільної інфраструктури, порушуючи норми міжнародного гуманітарного права, закони та звичаї ведення війни. Росіяни зосередили зусилля на наступі на Бахмутському та Авдіївському напрямках.
Протягом 30 листопада ЗСУ відбили атаки російських окупантів в районах населених пунктів: Новоселівське, Стельмахівка і Білогорівка Луганської області та Білогорівка, Яковлівка, Бахмут, Курдюмівка, Красногорівка, Кам'янка, Водяне, Первомайське і Мар'їнка на Донеччині.
З метою недопущення просування українських воїнів на Сватівському та Лиманському напрямках, противник здійснює інженерне обладнання лінії оборони. Продовжує переміщення особового складу, боєприпасів і пально-мастильних матеріалів для комплектування та забезпечення нових підрозділів і тих, що зазнали втрат.
Протягом минулої доби ворог завдав 2 ракетні удари по цивільних об'єктах в населеному пункті Комишуваха Запорізької області, здійснив 41 авіаційний удар та 28 обстрілів з РСЗВ по позиціях наших військ і населених пунктах, зокрема і місту Херсон.
Зберігається загроза завдання окупантами ракетних ударів по об'єктах енергетичної системи та критичної інфраструктури на всій території України.
На Волинському та Поліському напрямках обстановка без суттєвих змін, ознак формування наступальних угруповань противника не виявлено. На полігонах Республіки Білорусь триває підготовка окремих підрозділів ворога.
На Сіверському напрямку загарбники здійснили артилерійські обстріли населених пунктів Середина Буда, Бачівськ, Білопілля, Будки та Краснопілля Сумської області.
На Слобожанському напрямку противник продовжує утримувати свої війська в прикордонних районах Бєлгородської області. Обстрілів з російської артилерії зазнали райони населених пунктів Ветеринарне, Козача Лопань, Висока Яруга, Стрілеча, Красне, Стариця, Огірцеве, Бударки, Чугунівка, Дворічна та Западне Харківської області.
На Куп'янському та Лиманському напрямках противник веде оборону. Зафіксоване вогневий вплив ворога по районах населених пунктів Куп'янськ, Кислівка, Котлярівка, Табаївка, Крохмальне Берестове, Дружелюбівка Харківської області та Новоселівське, Стельмахівка, Макіївка і Білогорівка на Луганщині.
На Бахмутському напрямку противник надалі зосереджує основні зусилля на веденні наступальних дій. Обстрілів з танків, мінометів, ствольної та реактивної артилерії зазнали об'єкти в районах населених пунктів Верхньокам'янське, Спірне, Виїмка, Білогорівка, Яковлівка, Соледар, Бахмутське, Бахмут, Часів Яр, Опитне, Кліщіївка, Північне, Залізне та Нью-Йорк.
На Авдіївському напрямку ворог намагається покращити тактичне положення. Вогневого ураження з танків та артилерії різних типів зазнали об'єкти в районах населених пунктів Авдіївка, Водяне, Первомайське, Невельське, Красногорівка, Мар'їнка та Новомихайлівка Донецької області.
На Новопавлівському напрямку росіяни оборонялися, зафіксовано обстріли з усього спектру артилерії по районах Вугледара, Богоявленки, Пречистівки, та Великої Новосілки на Донеччині. На Запорізькому напрямку ворог веде оборонні дії. Здійснив артилерійські обстріли по районах населених пунктів Загірне, Оріхів, Новоандріївка, Малі Щербаки і Плавні Запорізької області та Нікополь на Дніпропетровщині.
На Херсонському напрямку ворог обороняє раніше зайняті рубежі. Артилерійських та танкових обстрілів зазнали райони населених пунктів, що розташовані на правому березі річки Дніпро в Херсонської області. Ворог не припиняє обстрілювати передмістя та саме місто Херсон.
Спостерігається зменшення кількості російських військових та військової техніки у населеному пункті Олешки. З окремих населених пунктів Херсонської області війська противника виведено та роззосереджено у лісосмугах вздовж ділянки автошляху Олешки — Гола Пристань. Основа частина військ — це мобілізовані особи.
Російські окупанти продовжують використовувати цивільні об'єкти на тимчасово захоплених територіях. Так, в приміщені школи одного із населених пунктів Запорізької області загарбники облаштували польовий шпиталь. Водночас, протягом 28-29 листопада, фіксувалася евакуація поранених загарбників колоною з вантажівок та автобусів, що рухалася у бік Мелітополя.
Авіація Сил оборони протягом минулої доби завдала 17 ударів по районах зосередження особового складу, озброєння та військової техніки ворога, а також 4 удари по позиціях його зенітно-ракетних комплексів. В той же час українські підрозділи збили БпЛА (ймовірно типу «Орлан-10»).
Підрозділи ракетних військ і артилерії Сил оборони за минулу добу уразили 7 районів зосередження особового складу та ОВТ, склад пально-мастильних матеріалів, а також 5 інших важливих об'єктів противника.
Збройні сили України заявили, що наразі місто Бахмут є епіцентром головної битви з оккупантами. Протягом останнього тижня армія РФ інтенсивніше намагається наступати у районі Бахмута Донецької області. Бої за місто стали найактивнішими за час війни Росії проти України. До шпиталю Бахмута поранених українських захисників доставляють групами. За два дні з міста прибуло 500 поранених і потік не припиняється.
Після крайньої масштабної ракетної атаки по інфраструктурі України, в областях впродовж тижня регулярно відключають електроенергію. Люди сидять без світла по 10-12 год підряд.

## 1-10 грудня 2022

### 1 грудня

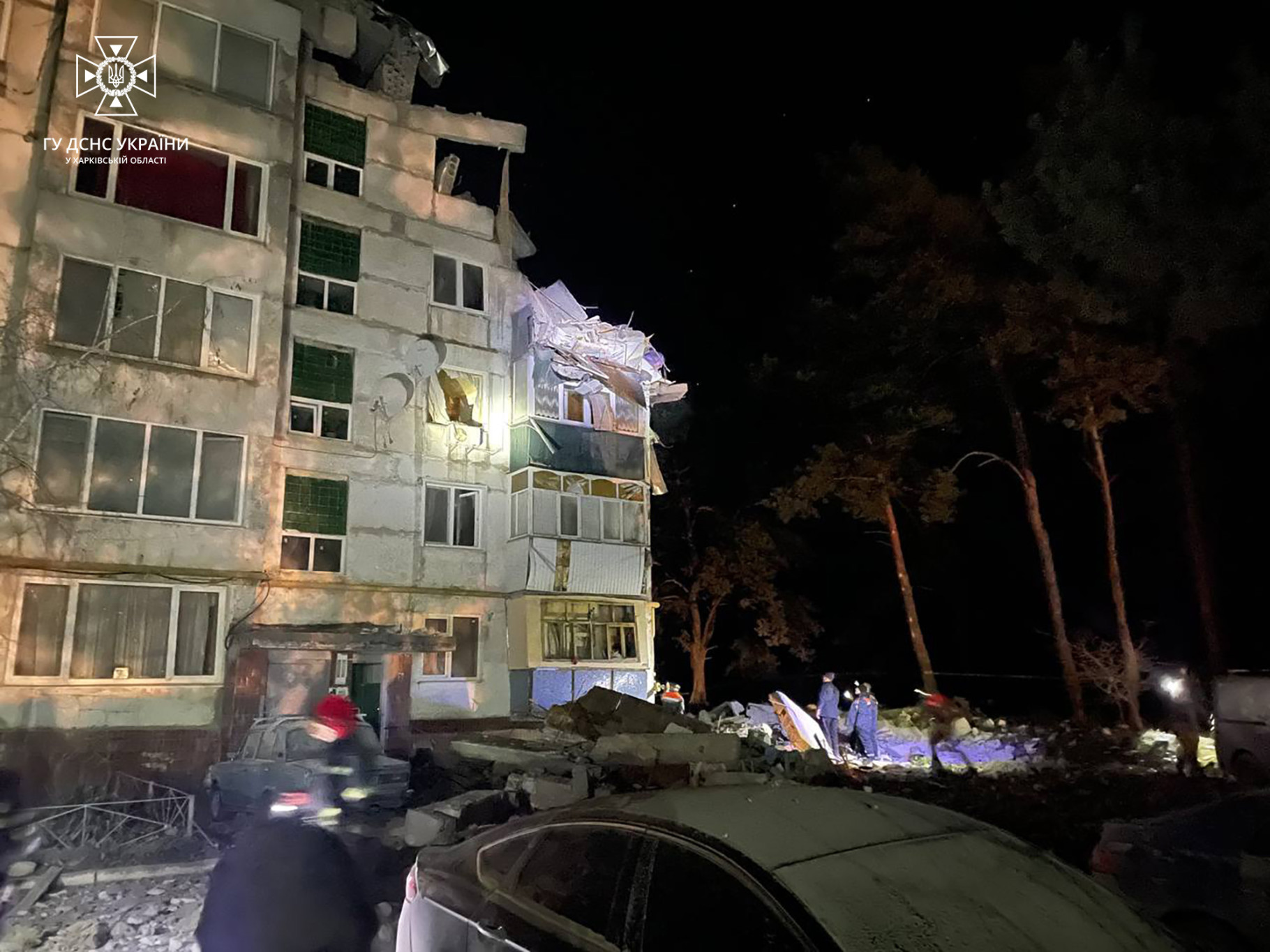
Будинок у селі Клугино-Башкирівка Харківської області після російського ракетного обстрілу; двоє людей отримали поранення. 01.12.2022

ЗСУ відбили атаки окупантів в районах н.п. Новоселівське, Стельмахівка, Червонопопівка і Білогорівка Луганської області та Григорівка, Виїмка, Бахмут, Опитне, Кліщіївка, Курдюмівка, Північне, Первомайське, Красногорівка та Мар'їнка на Донеччині.
Протягом доби противник завдав 5 ракетних ударів по цивільній інфраструктурі Харківської та Донецької областей. Здійснив 30 авіаційних ударів по позиціях наших військ та понад 35 обстрілів з РСЗВ. Також було обстріляно прифронтові райони від Харківської до Херсонської областей.
У Дніпропетровської області російські загарбники усю ніч завдавали ударів з «Градів» та важкої артилерії по Марганецькій та Червоногригорівській громадах. Руйнування зазнали приватні будинки, газопровід і лінія електропередач. Також обстріляно Херсон.

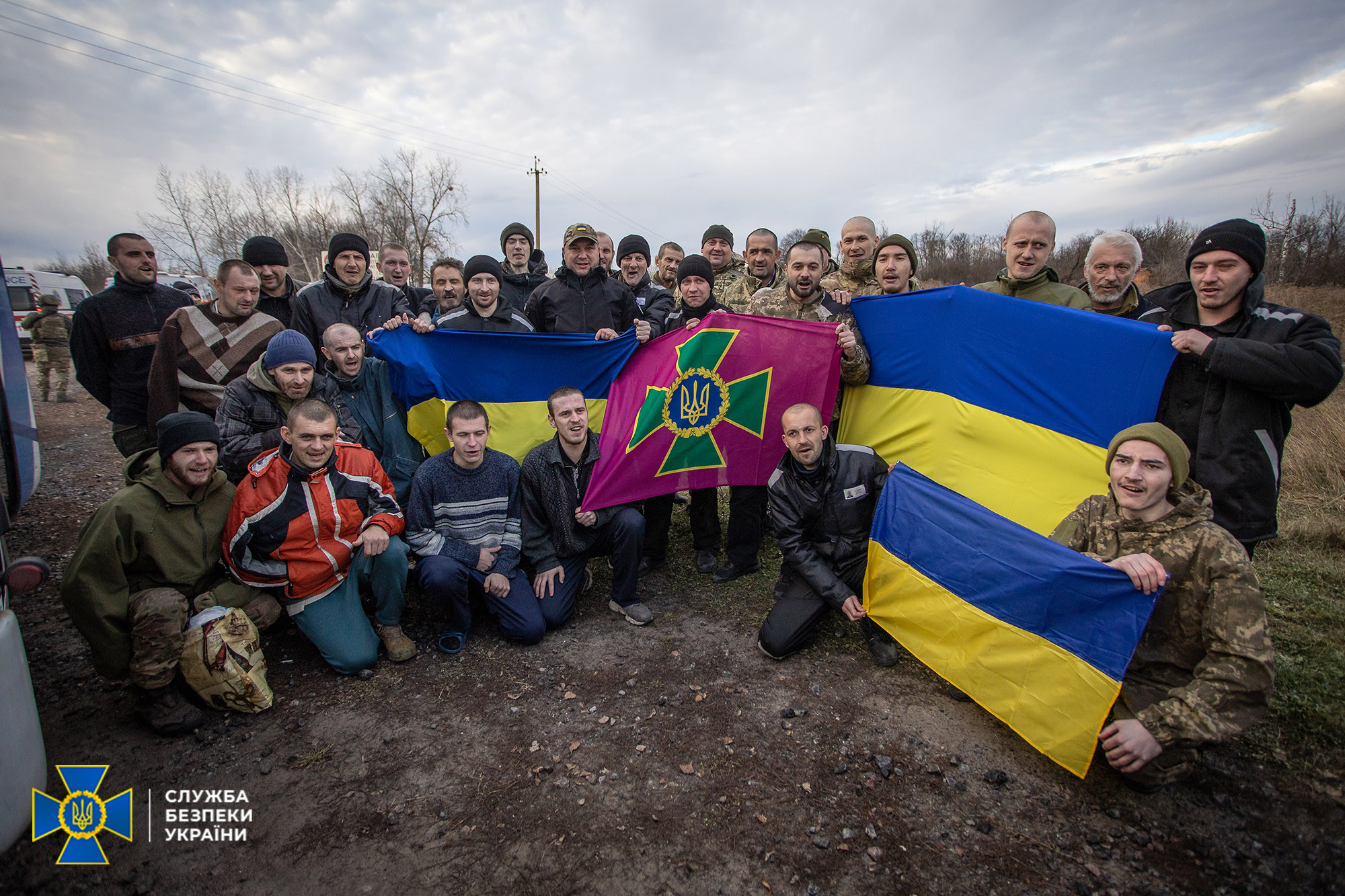
Українські військовополонені, звільнені 1 грудня

З полону росіян обміняно 50 військовослужбовців зі ЗСУ, територіальної оборони, Військово-морських Сил, Національної гвардії, Прикордонної служби.
СБУ перевіряла Свято-Кирило-Мефодіївський жіночий монастир Мукачівської єпархії РПЦвУ на Закарпатті.
З початку війни з України виїхало 14,5 млн біженців, зокрема, 12 млн — до ЄС.

### 2 грудня
ЗСУ відбили атаки російських загарбників в районах н.п. Червонопопівка Луганської області та Соледар, Опитне, Невельське, Красногорівка і Мар'їнка на Донеччині.
В той же час противник завдав 5 ракетних, 27 авіаційних ударів та здійснив 44 обстріли з РСЗВ.
Зокрема, нанесено ракетний удар по Запоріжжю; обстріляно Нікопольській район з «Градів» та важкої артилерії. Також обстрілів зазнали райони вздовж всієї лінії фронту від Харківської до Херсонської областей.
Прем'єр-міністр Угорщини Віктор Орбан заявив, що і надалі не буде підтримувати план Європейського Союзу щодо надання Україні 18 мільярдів євро допомоги наступного року.
Радник президента України Михайло Подоляк стверджує, що з 24 лютого загинуло 10-13 тисяч українських військових, востаннє в серпні називалося 9 тисяч.

### 3 грудня
За добу ЗСУ відбили атаки окупантів в районах н.п. Площанка і Білогорівка на Луганщині та Берестове, Білогорівка, Яковлівка, Соледар, Бахмутське, Бахмут, Опитне, Кліщіївка, Андріївка, Курдюмівка, Водяне, Первомайське, Веселе, Мар'їнка та Новомихайлівка Донецької області.
Протягом доби противник завдав 10 ракетних, 16 авіаційних ударів, а також здійснив понад 30 обстрілів з РСЗВ. Ракетних ударів зазнали об'єкти цивільної інфраструктури населених пунктів Шевченкове Харківської області та Краматорськ на Донеччині.
Також обстрілів зазнали райони вздовж всієї лінії фронту від Сумської до Херсонської областей.
СБУ опублікувала повний список осіб, які за її поданням потрапили під санкції РНБО — йдеться про 10 фігурантів, які є представниками УПЦ (МЦ) або тісно пов'язані з цією організацією.
Влада Іспанії нарешті передала Збройним силам України перші американські зенітно-ракетні комплекси Hawk («Яструб»).
Стало відомо, скільки українських військових загинули захищаючи Україну. Говорячи про втрати агресорів, радник глави ОП Михайло Подоляк заявив, що «Росія практично втратила свою контрактну армію».

### 4 грудня
За добу ЗСУ відбили атаки російських  окупантів в районах н.п. Площанка і Білогорівка на Луганщині та Берестове, Білогорівка, Яковлівка, Соледар, Бахмутське, Бахмут, Опитне, Кліщіївка, Андріївка, Мар'їнка і Новомихайлівка Донецької області.
Протягом доби противник завдав 7 ракетних та 32 авіаційних удари, а також здійснив понад 50 обстрілів з РСЗВ. Також обстрілів зазнали райони вздовж лінії фронту від Сумської до Херсонської областей.
Окупанти інтенсивно обстрілювали Херсон.
Поблизу Бахмута закарпатськими військовослужбовцями ДПСУ було збито російський винищувач-бомбардувальник СУ-34.

### 5 грудня
Сталися вибухи на військових аеродромах РФ в Енгельсі (пошкоджено 2 бомбардувальники) і в Дягілєво (Рязань).
За добу підрозділи ЗСУ відбили атаки окупантів в районах н.п. Верхньокам'янське, Бахмут, Андріївка, Яковлівка, Соледар, Курдюмівка, Красногорівка Донецької області. Росіяни вночі нанесли ракетні удари по Запоріжжю, Кривому Рогу (попадання 3 ракет по «АрселорМіттал»), Куп'янську. Внаслідок обстрілу росіян у селі Обухівка Куп'янського району загинув 68-річний чоловік.

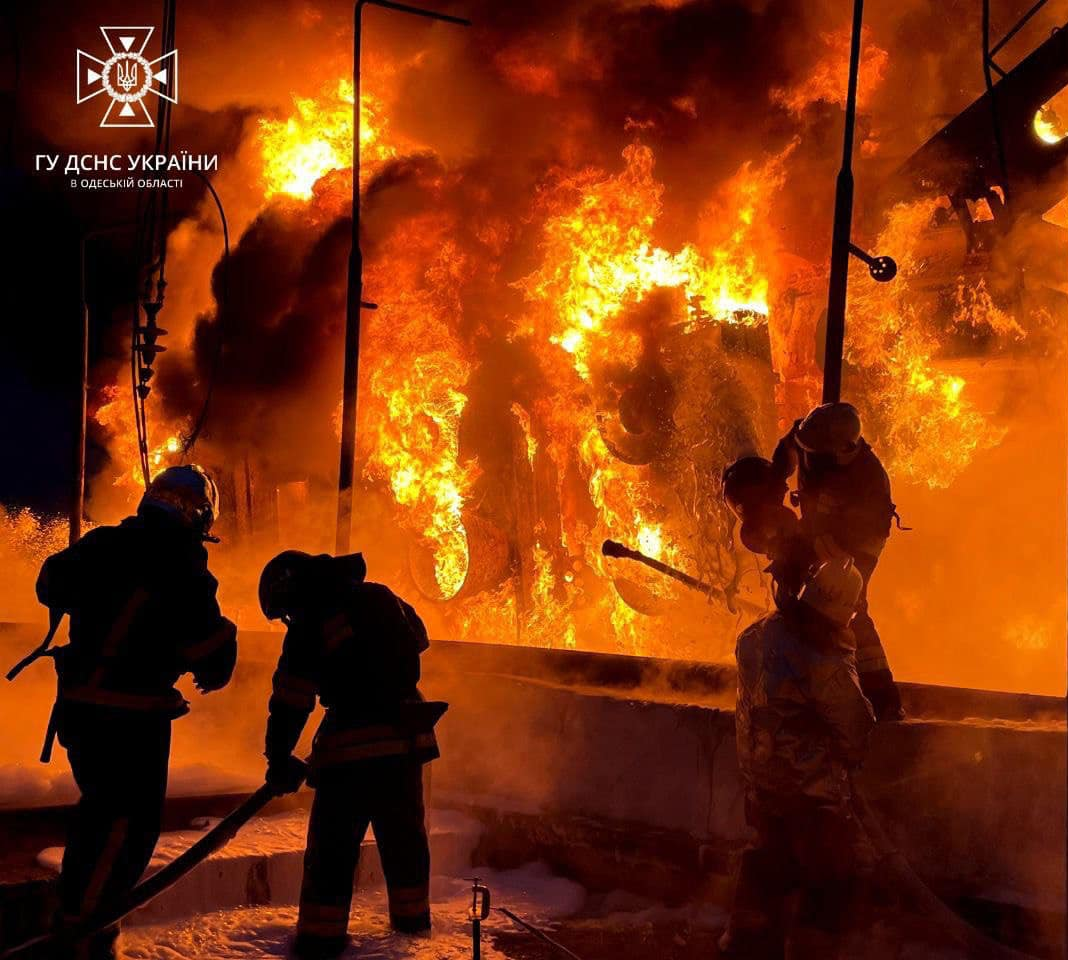
Наслідки обстрілу в Одеській області

Вдень противник завдав масованого ракетного удару по об'єктах критичної та цивільної інфраструктурі України — випустив 70 ракет Х-101, Х-555, Х-22, Х-59, Х-31 П та «Калібр». Загалом понад 60 ракет окупантів знищено підрозділами ППО Сил оборони України. Під ураження потрапили житлові будинки та об'єкти критичної інфраструктури Вінницької, Київської, Миколаївської, Одеської та інших областей України, виникли перебої з електропостачанням, особливо на Київщині, в Одесі, Кривому Розі. Внаслідок удару загинули 4 людини. Зокрема, внаслідок удару по селу Новософіївка Запорізької області загинуло щонайменше двоє людей, ще троє дістали поранення. Частина однієї з ракет впала поряд з містом Бричани на півночі Молдови.
За минулу добу ворог також завдав 17 авіаційних ударів та здійснив 38 обстрілів з РСЗВ.

### 6 грудня
Стався підрив нафтосховища на аеродромі Курська і спроба атакувати БПЛА аеродром Бельбек під Севастополем. За непідтвердженою інформацію атаки здійснювалися модифікованими Ту-141 «Стриж». Також повідомляють про ураження 2-ма БПЛА комбінату «Слава» у Брянській області. Дрони впали в декількох метрах від резервуарів з пальним.
За добу ЗСУ відбили атаки окупантів в районах н.п. Білогорівка Луганської області та Верхньокам'янське, Спірне, Яковлівка, Бахмут, Біла Гора, Курдюмівка, Новобахмутівка, Мар'їнка і Новомихайлівка на Донеччині. Росіяни завдали 10 ракетних та 33 авіаційних удари, здійснив 75 обстрілів з РСЗВ. Від російських ракет постраждали житлові будинки та інші цивільні об'єкти міст Краматорськ, Кривий Ріг, а також село Степне Запорізької області.
Ввечері ворог здійснив спробу атакувати дронами-камікадзе, але всі 14 БПЛА були збиті ППО ЗСУ.
Також обстрілів зазнали райони вздовж лінії фронту від Чернігівської до Херсонської і Миколаївської областей.
Пройшов черговий обмін полоненими між Україною та Росією. Додому повернулися 60 українських військових та 49 тіл загиблих.
Міністр фінансів Угорщини Міхай Варга висловився проти ухвалення Європейською радою поправок, щодо виділення Україні 18 мільярдів євро макрофінансової допомоги в 2023 році.
Російський курський губернатор Роман Старовойт заявив, що український безпілотник знищив цистерну з нафтою біля авіабази. Інформації про постраждалих немає, пожежу вдалося контролювати. Україна не коментує ці заяви.

### 7 грудня
В результаті вогневого ураження районів зосередження окупантів у районах міст Бердянськ, Токмак, Мелітополь, Енергодар, Дніпрорудне, Пологи та Василівка  Запорізької області, втрати ворога склали близько 240 осіб пораненими. Знищено 3 склади боєприпасів і близько 20 одиниць військової техніки різних типів.
За добу ЗСУ відбили атаки російських окупантів в районах н.п. Тернова Харківської області; Стельмахівка, Площанка, Червонопопівка і Білогорівка на Луганщині та Білогорівка, Берестове, Яковлівка, Бахмутське, Бахмут, Опитне, Курдюмівка, Майорськ, Мар'їнка і Новомихайлівка Донецької області. Противник завдав 7 ракетних та 16 авіаційних ударів, здійснив понад 40 обстрілів з РСЗВ. Також обстрілів зазнали райони вздовж лінії фронту від Чернігівської до Херсонської і Миколаївської областей.
РФ вночі атакували безпілотниками та ракетами комплексу С-300 дві громади Запорізького району. Зруйновано два будинки, ще вісім отримали пошкодження. Попередньо відомо про трьох поранених, зокрема дівчину 15 років. Окупанти обстріляли Коростень, Курахове та населені пункти в Запорізькій області ракетами та дронами.
За добу російські загарбники обстріляли 14 населених пунктів у Донецькій області, внаслідок чого зруйновано та пошкоджено 35 цивільних об‘єктів.
Путін визнав, що війна триває довше, ніж очікувалося, однак російський ядерний арсенал запобігає ескалації конфлікту. Як і в червні 2022 року, він знову згадав про розширення Російської імперії Петром І.

### 8 грудня
ЗСУ відбили атаки російських окупантів в районах Білогорівки на Луганщині та Кліщіївки і Мар'їнки Донецької області, противник завдав 5 ракетних та 3 авіаційних удари, а також здійснив 54 обстріли з РСЗВ; також обстрілів зазнали райони вздовж лінії фронту від Сумської до Херсонської областей.
У Житомирській області були проведені контррозвідувальні заходи СБУ на об'єктах РПЦвУ. Російські окупаційні війська увечері обстріляли Харківський район, виникла пожежа у приватному домоволодінні, є постраждалий чоловік.
Офіс генпрокурора викрив у Вінниці підприємство, яке експортувало до РФ комплектуючі для ремонту військової техніки.

### 9 грудня
ЗСУ відбили атаки російських окупантів в районах н.п. Площанка, Невське, Білогорівка Луганської області та Яковлівка, Бахмутське, Підгородне, Бахмут, Опитне, Курдюмівка, Дружба, Невельське, Побєда і Новомихайлівка на Донеччині.
Протягом доби противник завдав 5 ракетних та близько 20 авіаційних ударів, а також здійснив понад 60 обстрілів з РСЗВ. Ракетних ударів зазнали н.п. Велика Писарівка Сумської області, а також Комишуваха, Григорівське і Юльївка на Запоріжжі. Внаслідок ракетного удару з комплексів С-300 по Великописарівській громаді Сумської області пошкоджено житлові будинки, пожежну частину, відділення банку, магазини та автомобілі.
Вночі завдано пошкоджень лікарні у Херсоні — снаряди пошкодили дитяче відділення та морг.

### 10 грудня
ЗСУ відбили атаки російських окупантів в районах н.п. Новоселівське, Андріївка, Червонопопівка, Житлівка, Серебрянське і Білогорівка на Луганщині та Верхньокам'янське, Соледар, Бахмутське, Підгородне і Бахмут Донецької області.
Окрім того противник завдав 3 ракетних та 17 авіаційних ударів, а також здійснив понад 60 обстрілів з РСЗВ. За окупанти 45 разів атакували територію Херсонщини, загинули двоє людей.
ЗСУ вночі збили 10 із 15 ворожих дронів-камікадзе над Херсонською, Миколаївською та Одеською областями. Але внаслідок атаки суттєво поруйновані об'єкті енергетичної інфраструктури Одеської області. Окупанти за добу обстріляли 15 населених пунктів Харківської області. Ввечері стлалися вибухи в Мелітополі і Криму.
Росіяни понад 15 разів обстріляли дві громади у Сумській області. Росіяни обстріляли пологове відділення у Херсоні.

## 11-20 грудня 2022 р

### 11 грудня
ЗСУ відбили атаки окупантів в районах Стельмахівки, Макіївки і Серебрянського лісництва Луганської області та Верхньокам'янського, Білогорівки, Соледара, Юр'ївки, Красногорівки, Мар'їнки, Новомихайлівки та Времівки Донецької області.
Росіяни завдали два ракетних удари по цивільній інфраструктурі Костянтинівки Донецької області, 11 авіаударів по позиціях ЗСУ вздовж лінії зіткнення. Обстрілів зазнали райони вздовж лінії фронту від Харківської до Херсонської областей.
Українська авіація завдала 5 ударів по районах зосередження особового складу, озброєння та військової техніки. Підрозділи ракетних військ і артилерії в той же час уразили 7 пунктів управління, 10 районів зосередження особового складу, район зосередження артилерії та склад боєприпасів противника.
Також зранку окупанти атакували Херсон, вночі росіяни випустили щонайменше 50 снарядів з «Градів» по Дніпропетровській області. Протягом кількох днів росіяни чотири рази обстріляли Горлівку, намагаючись залякати жителів. Російські війська двічі стріляли по Великописарівській громаді Сумської області.

### 12 грудня
ЗСУ відбили атаки окупантів в районах н.п. Новоселівське, Стельмахівка, Новоєгорівка, Макіївка, Червонопопівка і Білогорівка Луганської області та Верхньокам'янське, Соледар, Яковлівка, Бахмутське, Бахмут, Кліщіївка, Курдюмівка, Майорськ, Авдіївка і Мар'їнка Донецької області.
Протягом доби противник завдав 7 ракетних ударів, 5 з яких — по цивільній інфраструктурі міста Костянтинівка Донецької області, а також здійснив 79 обстрілів з реактивних систем залпового вогню, зокрема по місту Херсон. Є втрати серед мирних жителів. Також обстрілів зазнали райони вздовж лінії фронту від Сумської до Херсонської областей.
Ввечері надійшла інформація про підрив автомобільного моста через річка Молочна в т.о. Мелітополі.
Російські війська обстріляли Гірник касетними боєприпасами та реактивними системами залпового вогню «Ураган». Снаряди влучили у центральну частину міста. Загинуло двоє людей, дістало поранення — 10. Загалом протягом доби росіяни понад 50 разів обстріляли Херсон та область.

### 13 грудня
ЗСУ відбили атаки російських загарбників в районах н.п. Гряниківка Харківської області; Новоселівське, Червонопопівка, Серебрянське і Білогорівка на Луганщині та Білогорівка, Соледар, Бахмутське, Бахмут, Курдюмівка, Невельське, Мар'їнка, Побєда і Новомихайлівка Донецької області. В той же час противник завдав 1 авіаційний та 11 ракетних ударів, з них 3 — по цивільній інфраструктурі Харківської (Куп'янськ), Донецької (Краматорськ) та Запорізької областей. Також окупанти здійснили понад 60 обстрілів з РСЗВ.
Окупанти завдали ракетного удару системою С-300 по місту Куп'янськ. Ракета влучила в двоповерхову адмінбудівлю. Будівля повністю зруйнована.
Росія в Білорусі фактично проводить певну форму мобілізації, в межах якої чоловіки повинні стати на військовий облік, а їхньому виїзду з країни всіляко намагаються завадити. Після російських атак у Херсоні спалахнула масштабна пожежа. У Миколаєві було відкрито новий пункт Незламності.

### 14 грудня

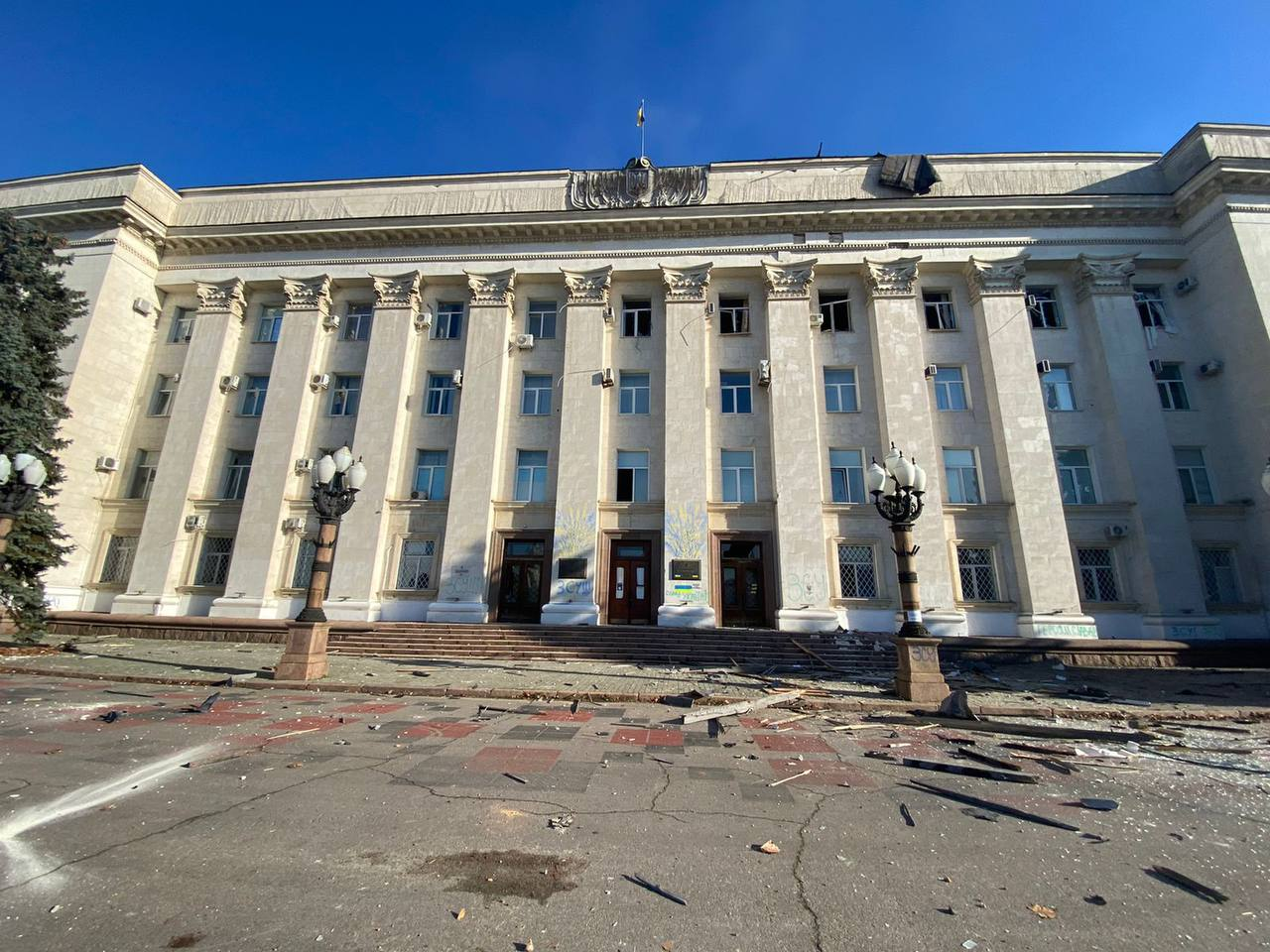
Будівля Херсонської обласної державної адміністрації після російського обстрілу. 14.12.2022

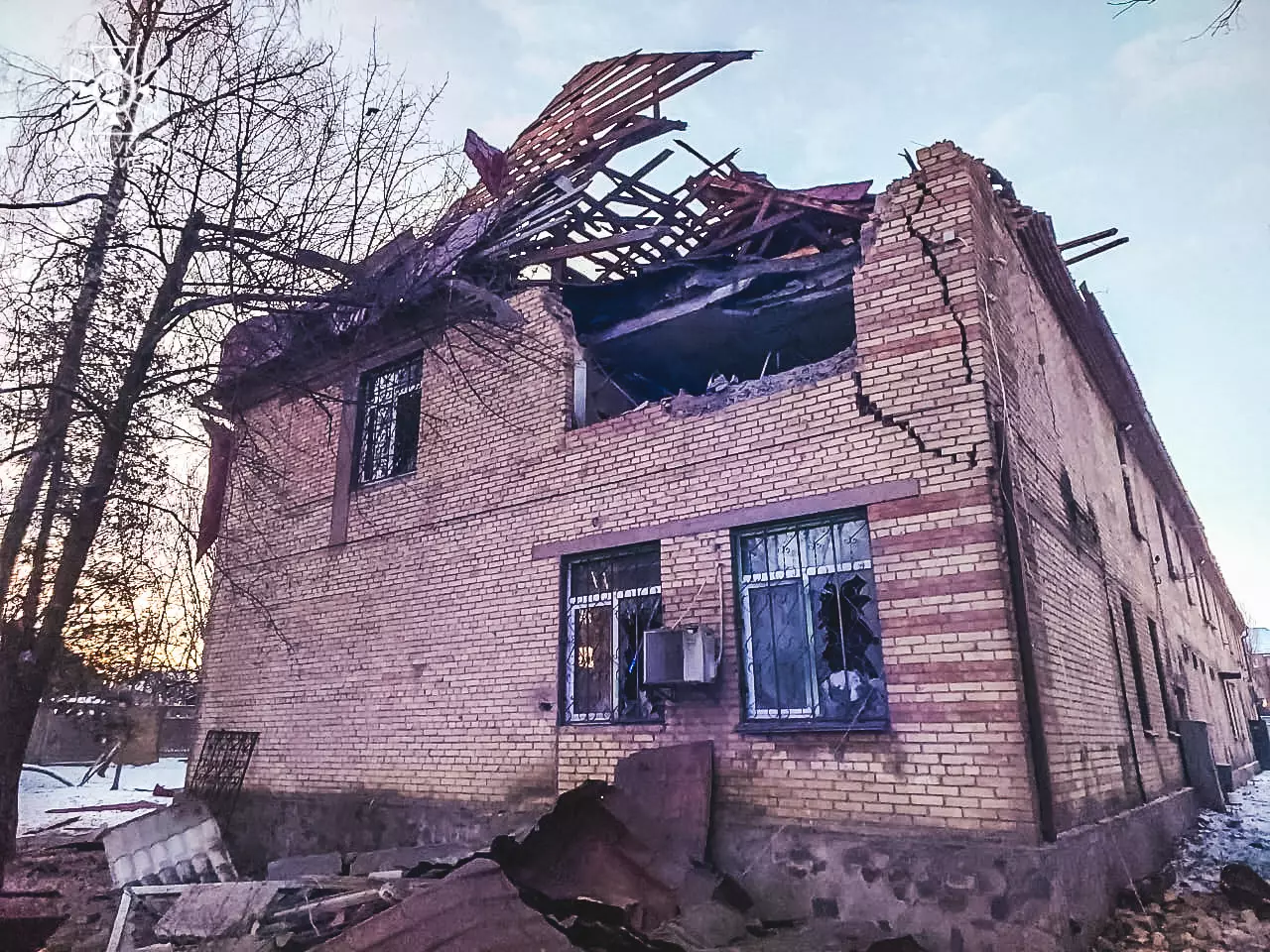
Будинок у Шевченківському районі Києва, пошкоджений уламками російського безпілотника

ЗСУ відбили атаки російських окупантів в районах н.п. Верхньокам'янське, Яковлівка, Соледар, Бахмут, Веселе та Мар'їнка Донецької області. Росіяни завдали 31 авіаційний та 8 ракетних ударів по цивільній інфраструктурі Донецької області, а також здійснив 61 обстріл з РСЗВ. У Києві уламок збитого російсько-іранського дрона пошкодив дві будівлі. Вранці росіяни атакували Київ і область БПЛА Shahed-136. ЗСУ повідомили про 13 збитих апаратів. В Запоріжжі під час повітряної тривоги лунали вибухи.
Проти ночі росіяни завдали 50 ударів з «Градів» та важкої артилерії по Нікополю та Марганцю Дніпропетровської області. Росіяни обстріляли місто Гірник на Донеччині, загинуло двоє людей. У Херсоні росіяни обстріляли житловий будинок та будівлю ОДА.
Жертвами повномасштабного російського вторгнення з лютого стали 184 українські спортсмени.
Відбувся черговий обмін полоненими. Додому повернули 64 українських бійців та тіла чотирьох загиблих. Вдалося також звільнили громадянина США Мурекезі Суеді, який допомагав українцям.
Український народ в особі Президента та громадянського суспільства отримав премію Європейського парламенту ім. Сахарова «за свободу думки».
Сейм Польщі ухвалив резолюцію про визнання РФ державою-спонсором тероризму, разом із запропонованою партією PiS поправкою щодо Смоленської катастрофи.

### 15 грудня
ЗСУ відбили атаки окупантів в районах н.п. Новоселівське, Стельмахівка, Площанка, Червонопопівка і Білогорівка Луганської області та Григорівка, Виїмка, Яковлівка, Соледар, Бахмутське, Бахмут, Кліщіївка, Андріївка, Курдюмівка, Озарянівка, Дружба, Олександропіль, Новобахмутівка, Невельське, Мар'їнка, Побєда і Новомихайлівка на Донеччині.
Протягом доби противник завдав 23 авіаційних та 4 ракетних удари, 2 з яких — по цивільних об'єктах міста Харкова. Також ворог здійснив 78 обстрілів з реактивних систем залпового вогню. Зокрема, і по житлових кварталах, є загиблі серед мирного населення.
Противник продовжує зосереджувати зусилля на веденні наступальних дій на Бахмутському й Авдіївському напрямках. На Авдіївському напрямку окупанти намагалися уразити позиції наших військ поблизу Авдіївки, Першотравневого, Невельського, Георгіївки, Мар'їнки і Новомихайлівки на Донеччині.
На Запорізькому і Херсонському напрямках противник продовжує обстрілювати позиції наших військ і цивільну інфраструктуру вздовж правого берега річки Дніпро.
У Залізному Порту на Херсонщині підірвали отель Солемар (Solemar hotel), де мешкали співробітники ФСБ.

### 16 грудня
ЗСУ відбили атаки окупантів в районах понад 20 н.п. Зокрема це — Площанка, Червонопопівка, Білогорівка Луганської області та Бахмут, Опитне, Зеленопілля, Андріївка, Мар'їнка, Побєда і Новомихайлівка Донецької області.

В той же час російські загарбники завдали масованого ракетного удару по цивільній та енергетичній інфраструктурі нашої держави. Всього ворог випустив 98 ракет та здійснив понад 65 обстрілів з РСЗВ. Є низка влучень по об'єктам інфраструктури, в деяких регіонах (зокрема, Харків, Кривий Ріг) зникло електропостачання. Один із найбільших ударів по енергетиці. Постраждали 5 областей.

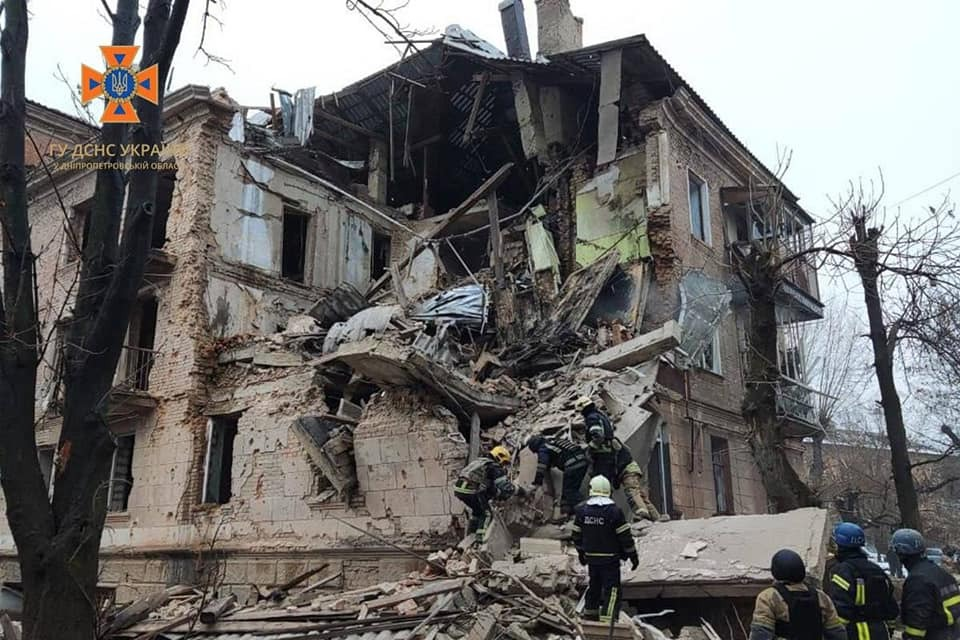
Житловий будинок у Кривому Розі після російського ракетного обстрілу.

У Бахмуті росіяни атакували нахрапом, групами по 30 людей. ЗСУ знищують загарбників, після чого по трупам йде нова хвиля росіян. ЗСУ завдали удару розташуванню росіян у Щасті на Луганщині, знищено 16 окупантів та 12 одиниць військової техніки, 40 росіян потрапили до шпиталю.

### 17 грудня
ЗСУ відбили атаки російських окупантів в районах понад 15 н.п. Серед них — Стельмахівка і Серебрянське лісництво Луганської області та Верхньокам'янське, Виїмка, Веселе, Бахмут, Кліщіївка, Опитне, Первомайське, Невельське і Красногорівка на Донеччині.
Протягом доби противник завдав 5 ракетних, а також здійснив 42 обстріли з РСЗВ.
The New York Times показало «графік» окупантів на початку вторгнення. Російські окупанти на початку повномасштабного вторгнення в Україну планували дійти Києва за 18 годин.

### 18 грудня
Представник пресс-служби ГУР МО України Андрій Юсов заявив, що Росія отримала нову партію дронів-камікадзе з Ірану. Протягом доби росіяни завдали 4 ракетних та 7 авіаційних ударів за допомогою БПлА типу «Shahed-136», а також здійснили 55 обстрілів з РСЗВ.
На Лиманському напрямку ворог обстріляв Макіївку, Площанку, Червонопопівку та Діброву Луганської області.
На Бахмутському напрямку противник здійснив обстріли з танків та реактивної артилерії по районах населених пунктів Верхньокам'янське, Спірне, Берестове, Білогорівка, Яковлівка, Соледар, Григорівка, Бахмутське, Бахмут, Часів Яр, Ступочки, Кліщіївка, Андріївка, Курдюмівка, Диліївка, Озарянівка, Північне та Опитне Донецької області.
На Авдіївському напрямку обстріли зафіксовано біля Авдіївки, Красногорівки, Мар'їнки та Новомихайлівки Донецької області.
На Запорізькому та Херсонському напрямках противник уражав з реактивної та ствольної артилерії райони населених пунктів Темирівка, Червоне, Новоандріївка, Малі Щербаки і Плавні Запорізької області; Червоногригорівка і Нікополь — Дніпропетровської та Садове, Херсон, Комишани і Кізомис Херсонської області. Є постраждалі серед мирних жителів.

### 19 грудня

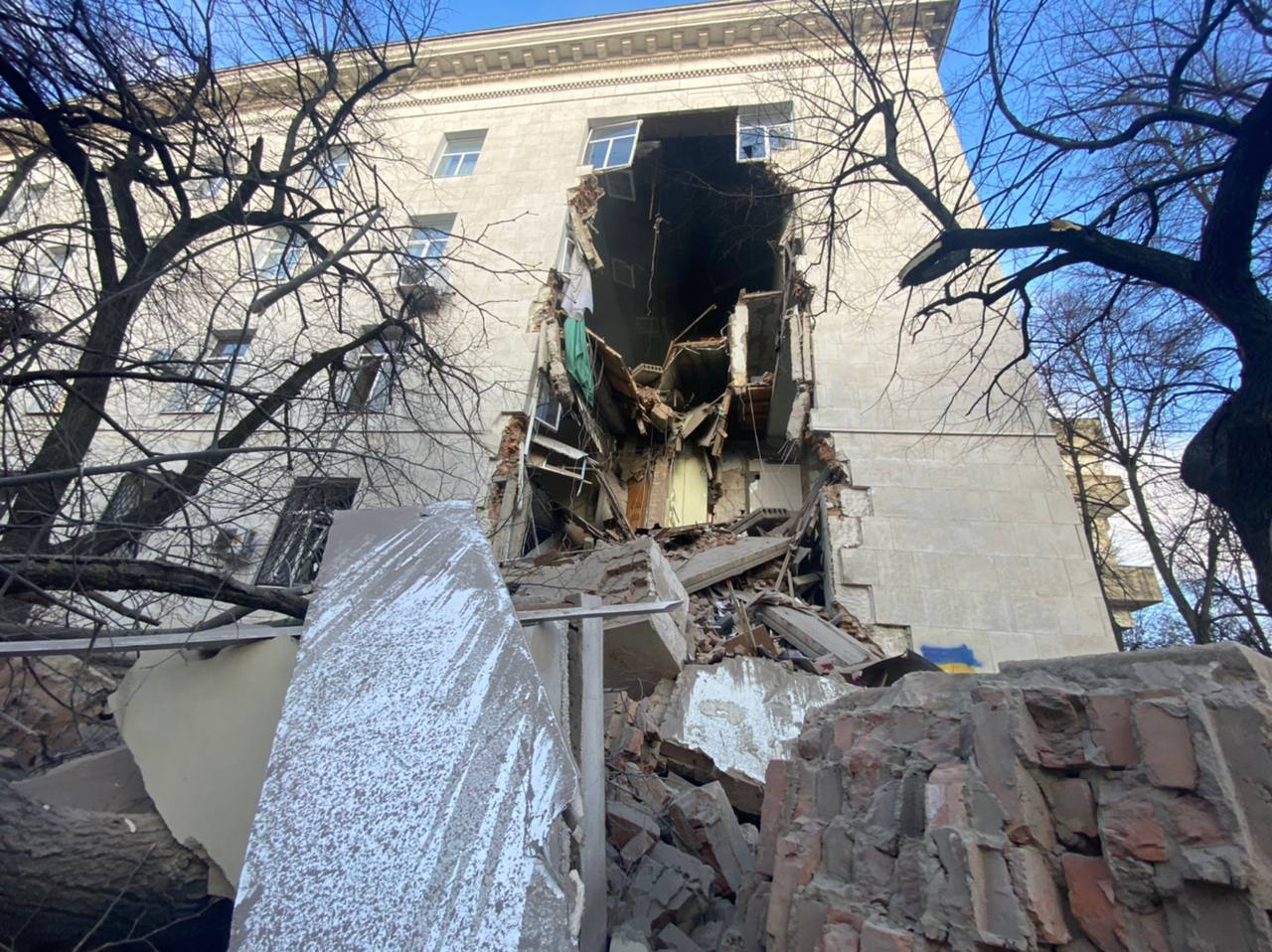
Херсонська обласна державна адміністрація після обстрілу 19 грудня

ЗСУ відбили атаки окупантів в районах н.п. Стельмахівка, Червонопопівка і Серебрянське Луганської області та Верхньокам'янське, Підгородне, Бахмут, Опитне, Курдюмівка, Красногорівка та Мар'їнка Донецької області. Також на Донеччині ЗСУ збили два російські гелікоптери.
Протягом доби противник завдав 4 ракетних та 60 авіаційних ударів, а також здійснив понад 80 обстрілів з РСЗВ. Також обстрілів зазнали райони вздовж лінії фронту від Чернігівської до Херсонської областей. Частково зруйнована будівля Херсонської обласної державної адміністрації.
З другої години ранку територію України атаковано дронами Shahed-131/Shahed-136. За даними ГШ ЗСУ, 30 з 35 було збито силами ППО. Ударні безпілотні літальні апарати були запущені зі східного узбережжя Азовського моря.

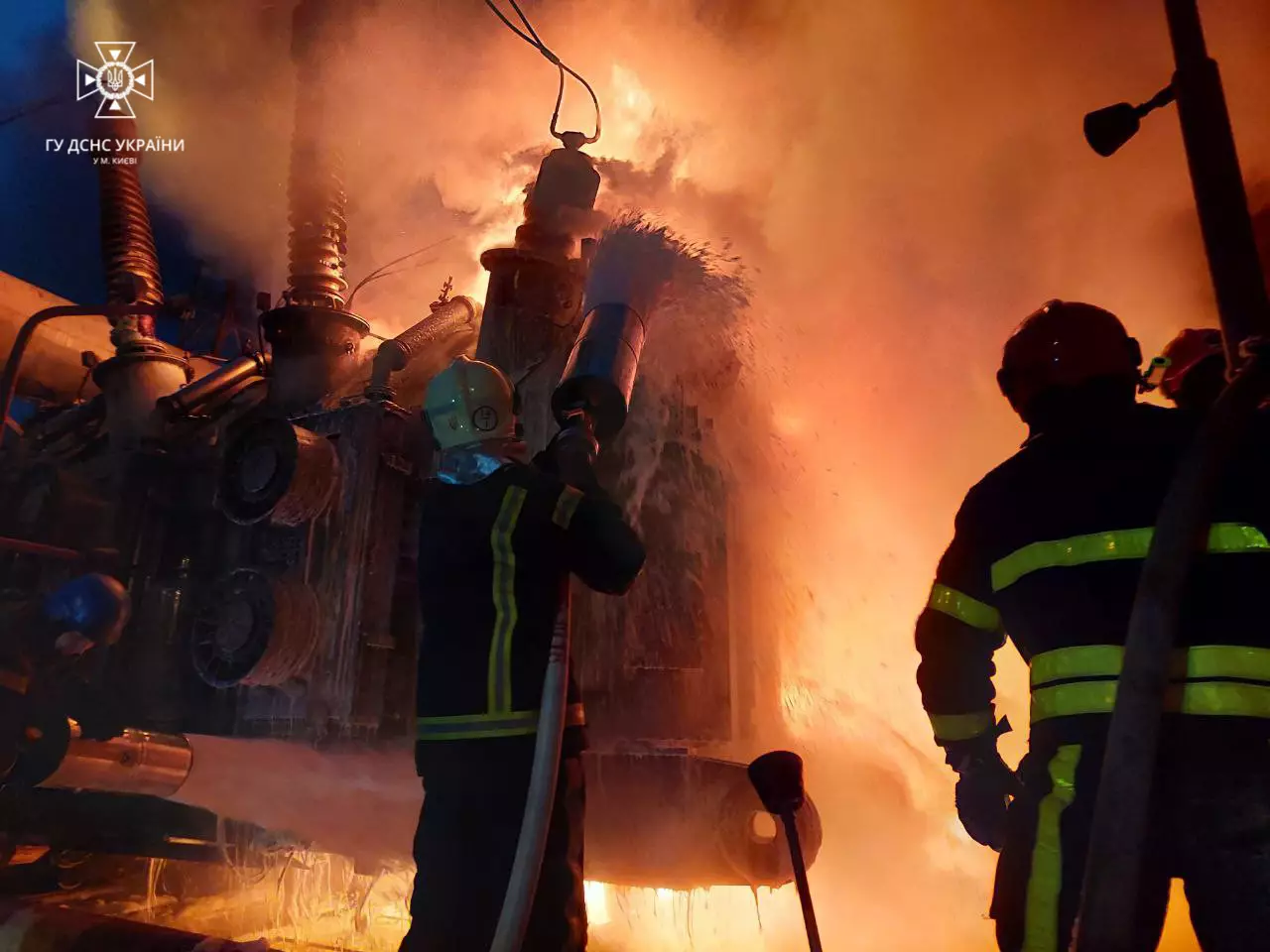
Пожежа на інфраструктурному об'єкті в Києві після атаки

До Києва долетіло 23 дрони, з них 18 було збито. Ушкоджень зазнали 3 людини та 9 будинків у Київській області, а також об'єкти енергетики, зокрема теплової. Ця атака стала наймасованішою атакою РФ іранськими дронами по Україні протягом війни.
Ворожі війська завдали 83 удари по прикордонній Сумщині. Окупанти били по регіону з артилерії, гранатометів, мінометів та скидали вибухівку з безпілотників. ід вогнем протягом дня опинилися шість громад — Великописарівська, Краснопільська, Миропільська, Юнаківська, Хотинська та Шалигінська.

### 20 грудня
За добу підрозділи Сил оборони України відбили атаки окупантів в районах 25 н.п. Серед них — Масютівка Харківської області; Підкуйчанськ, Діброва і Білогорівка на Луганщині та Верхньокам'янське, Веселе, Яковлівка, Бахмутське, Бахмут, Водяне, Піски, Невельське, Мар'їнка, Новомихайлівка і Пречистівка Донецької області.
В той же час противник завдав 5 ракетних та 16 авіаційних ударів, а також здійснив 61 обстріл з РСЗВ. В результаті цього великі ушкодження отримала цивільна інфраструктура та постраждало мирне населення міст Херсон, Костянтинівка та Вовчанськ. Також обстрілів зазнали райони вздовж лінії фронту від Чернігівської до Херсонської областей.
Російські терористи вночі атакували ракетами Ізюмський район Харківської області. Внаслідок ворожого удару виникла масштабна пожежа на цивільному об'єкті промислової інфраструктури.
Президент Зеленський відвідав Бахмут і зустрівся з військовими, вручивши їм нагороди. Військовослужбовці передали президенту прапор з підписами для Конгресу США. Захисники вибили окупантів з позицій під Бахмутом, в Луганській області тривали позиційні бої в районі Сватове-Кремінна. На Сумщині було збито російський дрон-розвідник.
Керівник розвідслужби Молдови — Александр Мустяце заявив, що Росія планувала 2023 року напасти на їхню країну. Колишній заступник голови СБУ Віктор Ягун критично прокоментував цю заяву.

## 21-31 грудня 2022

### 21 грудня

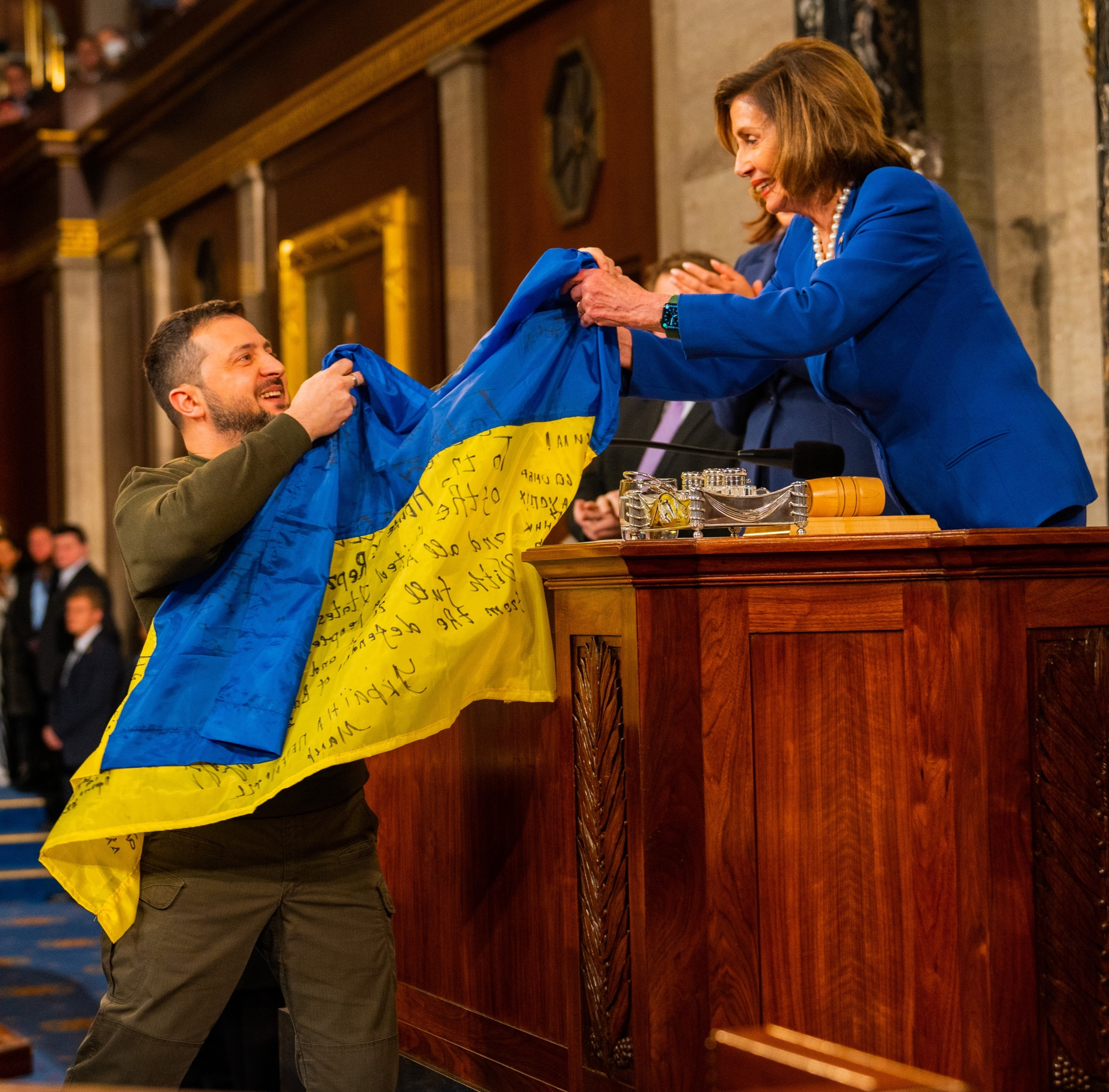
Володимир Зеленський під час виступу в конгресі США, 22 грудня 2022 передає прапор України від бійців з під Бахмуту

За добу ЗСУ відбили атаки окупантів в районах н.п. Новоселівське, Стельмахівка, Площанка і Червонопопівка Луганської області та Берестове, Яковлівка, Соледар, Бахмут, Опитне, Курдюмівка, Озарянівка, Майорськ, Нью-Йорк, Красногорівка, Невельське і Мар'їнка на Донеччині.
Протягом доби противник завдав 6 ракетних та 15 авіаційних ударів, зокрема і по цивільних об'єктах в Запорізькій області. Також ворог здійснив 64 обстріли з РСЗВ. Також обстрілів зазнали райони вздовж лінії фронту від Сумської до Дніпропетровської і Херсонської областей.
Президент Володимир Зеленський здійснив свій перший візит з початку повномасштабної війни в США. Разом з Президентом США Джоном Байденом була проведена конференція. Також Президент України виступив у Конгресі США.
Влада США оголосила про виділення чергового пакету військової допомоги на загальну суму 1,85 млрд доларів. До нього вперше увійде система протиракетної оборони Patriot. Очікується, що в новий пакет допомоги також війдуть розумними бомбами, відомими, як Joint Direct Attack Munitions (Спільним боєприпасом прямої атаки) або JDAM.
Ексглава Роскосмосу Дмитро Рогозін і так званий «глава уряду ДНР» Віталій Хоценко дістали поранення в ресторані «Шеш-беш» у Донецьку, нібито після обстрілу з боку України.

### 22 грудня

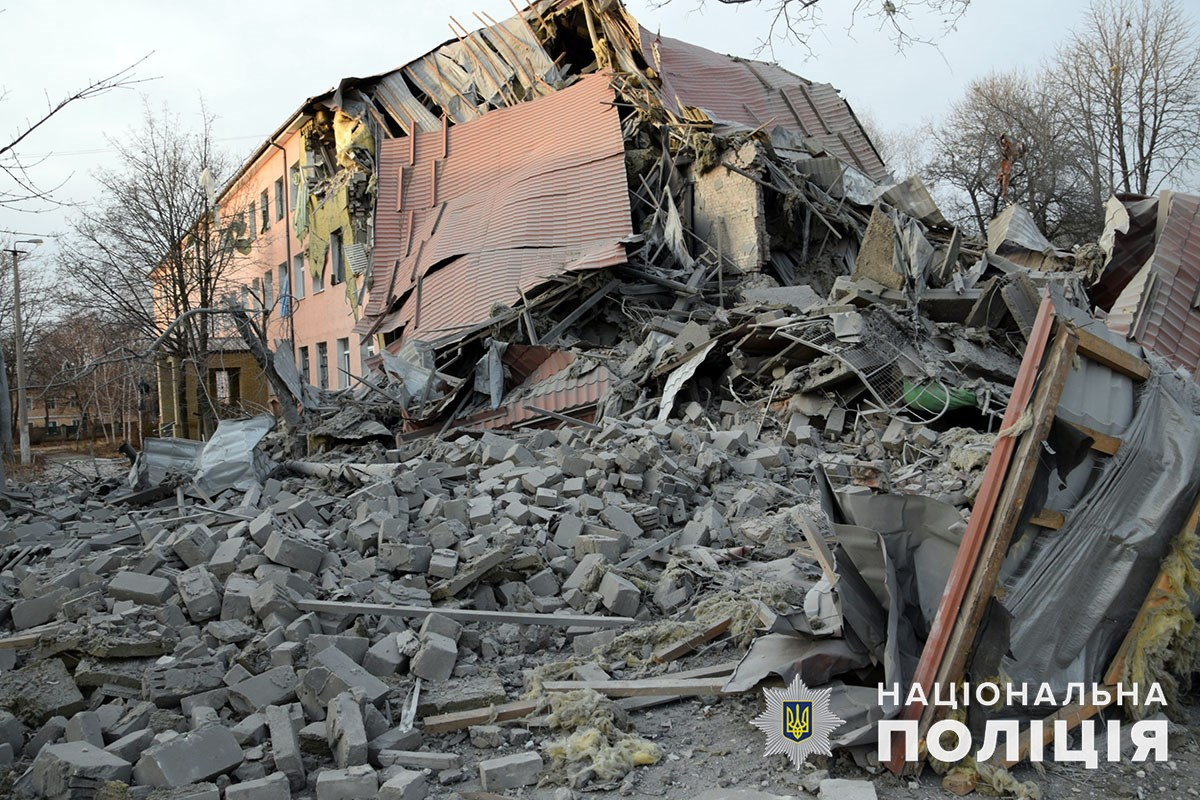
Школа-інтернат у Краматорську після обстрілу

ЗСУ відбили атаки росіян у районах н.п. Високе Сумської області, Хатне на Харківщині, Стельмахівка, Андріївка, Надія, Макіївка, Площанка, Червонопопівка і Діброва Луганської області та Новоселівка, Ямполівка, Яковлівка, Бахмутське, Бахмут, Майорськ, Нью-Йорк, Водяне, Красногорівка і Мар'їнка на Донеччині.
Росіяни завдали 6 ракетних та 6 авіаційних ударів, зокрема, по цивільних об'єктах в Харківській та Дніпропетровській областях, здійснили понад 70 обстрілів з РСЗВ. Обстрілів зазнали райони вздовж лінії фронту від Чернігівської до Дніпропетровської і Херсонської областей.
Росіяни вдарили ракетами по Краматорську. Одна російська ракета поцілила у будівлю школи-інтернату, інша — по території промзони одного з підприємств міста. Обійшлося без жертв.
Генштаб України заявив, що на 22 грудня, за майже 10 місяців, Росія втратила в Україні вже понад 100 тисяч особового складу, 3000 танків та близько 6000 інших бронемашин. Посадовці Великобританії та США незадовго до того оцінювали у 100 тисяч кількість російських загиблих разом із пораненими та дезертирами (поранених зазвичай кількаразово більше, ніж загиблих). Поточні оцінки воєнних втрат мають значну невизначеність.
Вашингтон офіційно повідомив про пакет допомоги, який буде найближчим часом переданий Україні. Він, зокрема, міститиме одну батарею ЗРК Patriot. Водночас передавання ЗРК Patriot включає в себе також і процес навчання, який проходитиме на території третьої країни.
Журналісти NYT ідентифікували поіменно російських десантників, які вбивали українців у Бучі.
Керував діями російського десантного підрозділу в Бучі командир 234-го полку підполковник Артем Городілов.

### 23 грудня
ЗСУ відбили атаки окупантів в районах населених пунктів Андріївка Луганської області та Ямполівка, Роздолівка, Бахмутське, Бахмут, Північне, Нью-Йорк, Красногорівка, Водяне і Мар'їнка на Донеччині. Росіяни завдали 3 ракетних та 10 авіаційних ударів, зокрема, по цивільній інфраструктурі в Донецькій області. Також ворог здійснив 62 обстріли з РСЗВ, в результаті чого постраждали цивільні об'єкти міста Херсон, є жертви серед мирного населення. Також обстрілів зазнали райони вздовж лінії фронту від Сумської до Запорізької і Херсонської областей.
Російяни обстріляли Харківську область, поранивши п'ятьох осіб. Серед постраждалих четверо медпрацівників. окрім цього, один з жителів області постраждав через підрив на російські міні.
В 11:07 у районі зупинки Паркова в окупованому Мелітополі було підірвано автомобіль з двома колаборантами, одним з них виявився колишній співробітник внутрішньої безпеки Нацполіції Андрій Блавацький.

### 24 грудня
Росіяни зосередили зусилля на веденні наступальних дій на Лиманському, Бахмутському та Авдіївському напрямках. Не полишає спроб покращити тактичне положення на Куп'янському напрямку.

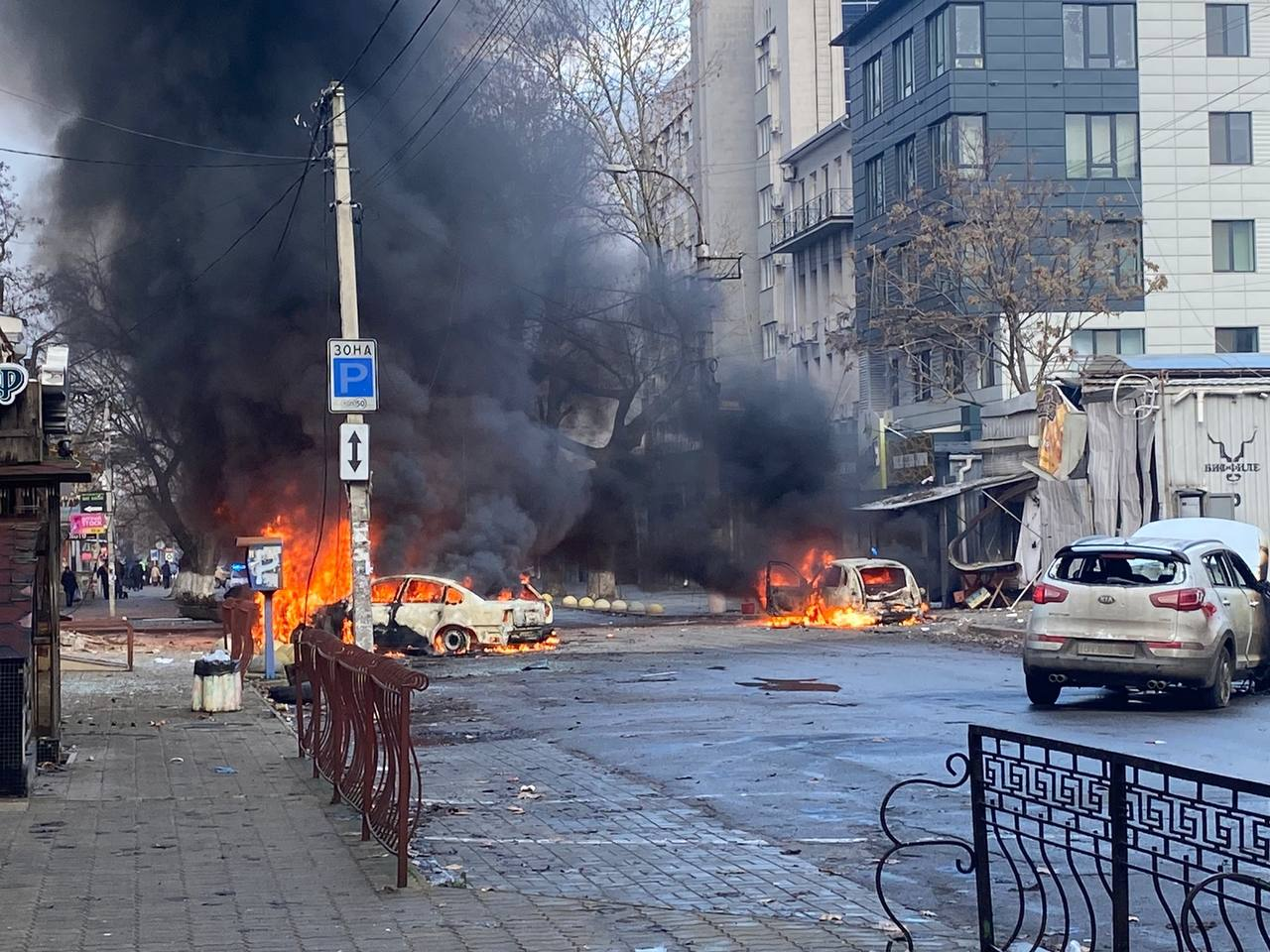
Херсон після обстрілу

Сили оборони України відбили атаки окупантів в районах населених пунктів Лиман Перший Харківської області, Стельмахівка, Новоселівське, Площанка, Червонопопівка на Луганщині та Яковлівка, Соледар, Бахмутське, Бахмут, Кліщіївка, Курдюмівка, Північне, Красногорівка, Веселе і Мар'їнка Донецької області.
Протягом доби противник завдав 5 ракетних та авіаційний удар. Також здійснив понад 90 обстрілів з РСЗВ, зокрема, по цивільних об'єктах Херсона, загинули мирні люди. Також обстрілів зазнали райони вздовж лінії фронту від Сумської до Херсонської областей
Росіяни обстріляли центр Херсону, влучання в обласну лікарню, відомо про 10 загиблих та мінімум 68 поранених. Обстріл вівся з РСЗВ «Град».
Вдень ворожа армія вдарила з важкої артилерії по Нікопольському району. Обійшлось без жертв.
У результаті ворожих обстрілів росіяни поранили 7 мирних жителів Донбасу: 5 у Бахмуті, 1 у Максимільянівці та 1 у Предтечиному. Вночі росіяни атакували дві лікарні в Херсоні.

### 25 грудня
ЗСУ відбили атаки росіян у районах населених пунктів Новоселівське, Стельмахівка, Площанка, Невське і Червонопопівка Луганської області та Веселе, Яковлівка, Соледар, Бахмутське, Підгороднє, Бахмут, Курдюмівка, Майорськ, Водяне, Красногорівка і Мар'їнка на Донеччині.
Протягом доби противник завдав 1 авіаційний та 5 ракетних ударів, здійснив понад 40 обстрілів з РСЗВ. Також обстрілів зазнали райони вздовж лінії фронту від Сумської до Херсонської областей

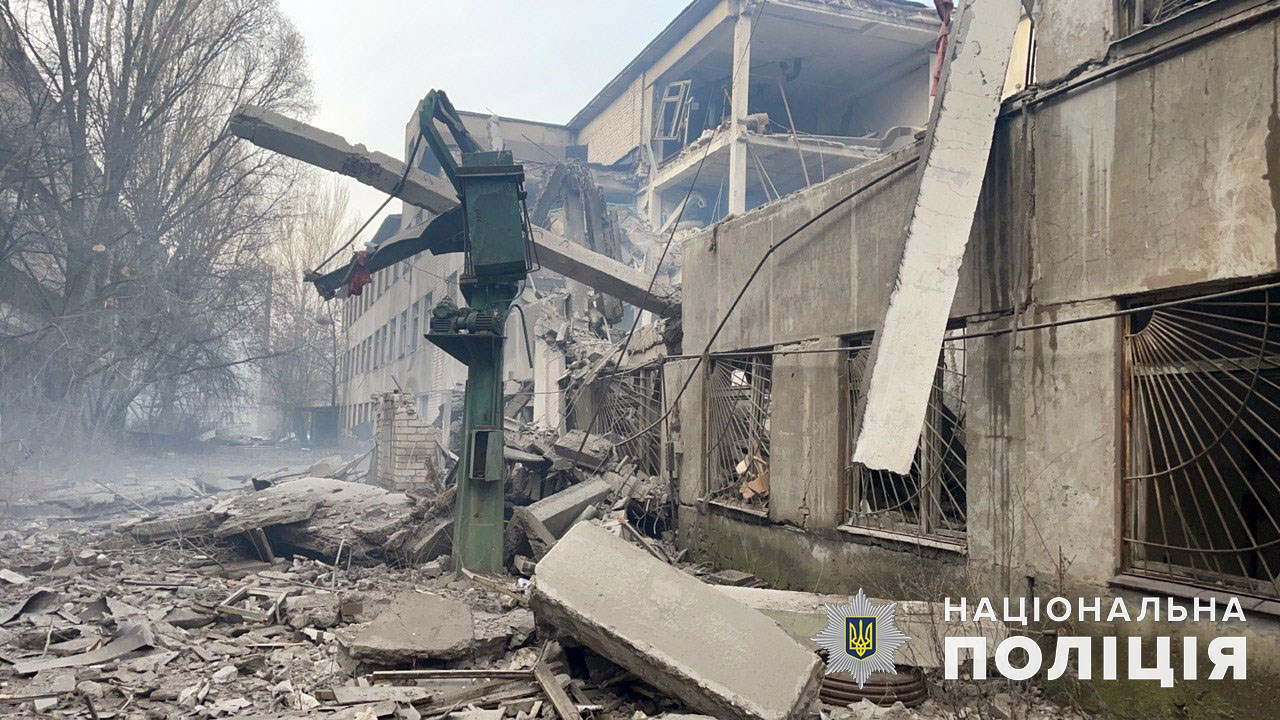
Завод у Краматорську після російського обстрілу.

На Запорізькому напрямку росіяни обстріляли понад 20 населених пунктів. Серед них: Гуляйполе, Червоне, Степове, Малі Щербаки, Щербаки і Чарівне Запорізької області Та Нікополь — Дніпропетровської. У селі Мартове Харківської області на Печенізькому водосховищі було відновлено міст, знищений раніше росіянами. Три російські ракети цілили в промзону Краматорська.
У Херсоні пролунали вибухи, повітряну тривогу оголошено не було. У тимчасово окупованому Маріуполі росіяни продовжили зносити будинки, що мають історичне значення. В селі Киселівка Херсонської області росіяни повністю зруйнували єдину церкву в селі.
В районі Забариного Херсонської області уражено російський штаб, де проводилась нарада офіцерів південного військового округу ЗС РФ. В результаті до 70 росіян було поранено.

### 26 грудня

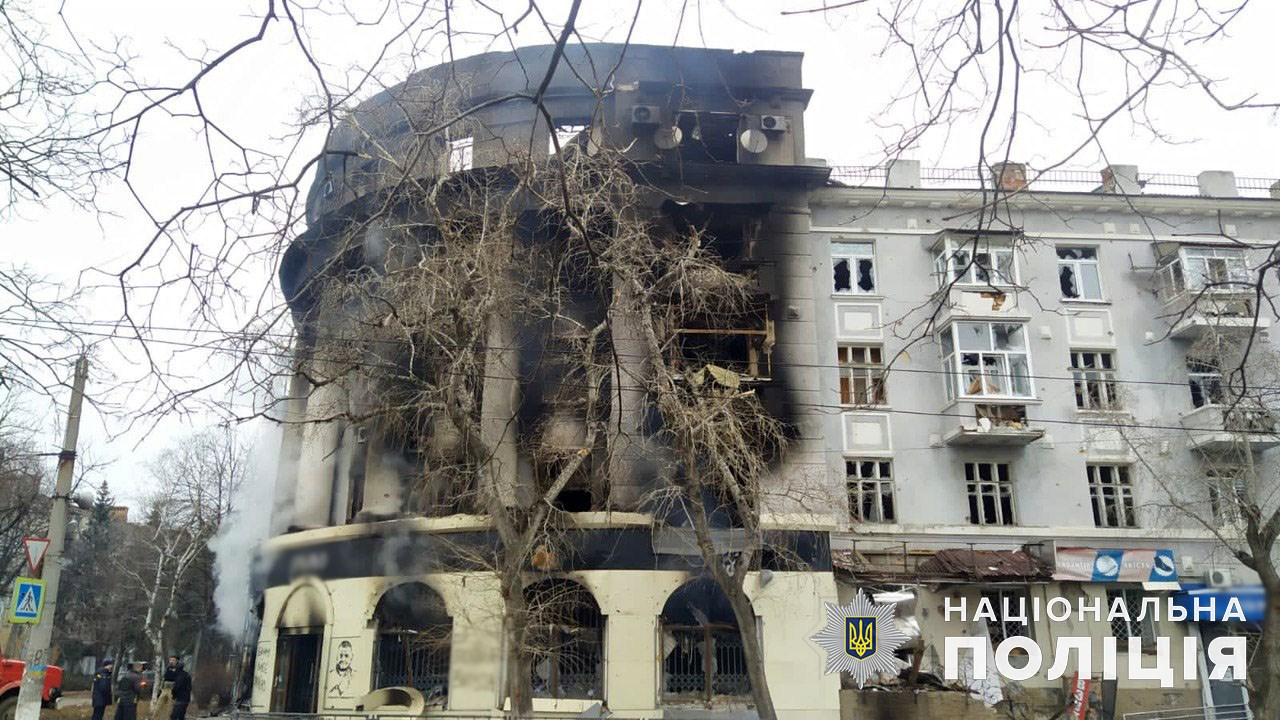
Будівля в Бахмуті після обстрілу 26 грудня

ЗСУ відбили атаки росіян в районах н.п. Новоселівське і Стельмахівка Луганської області та Диліївка, Красногорівка, Водяне, Веселе, Мар'їнка і Побєда на Донеччині, на Сватівському напрямку тривали бої у лісах Кремінної. ЗСУ взяли під вогневий контроль ділянку траси Р-66 від Кремінної до Сєвєродонецька.
У той же час противник завдав 2 ракетних удари та здійснив 44 обстріли з РСЗВ. Також обстрілів зазнали райони вздовж лінії фронту від Сумської до Херсонської областей.
Вночі стався сильний вибух на військовому летовищі у місті Енгельс під Саратовом. Як стверджує міноборони рф, засоби ППО нібито збили на малій висоті український безпілотник. Внаслідок падіння його уламків троє російських військових загинули, авіатехніка не постраждала, заявили у міністерстві. Цей же аеродром вже зазнавав руйнувань 5 грудня 2022 року.

### 27 грудня

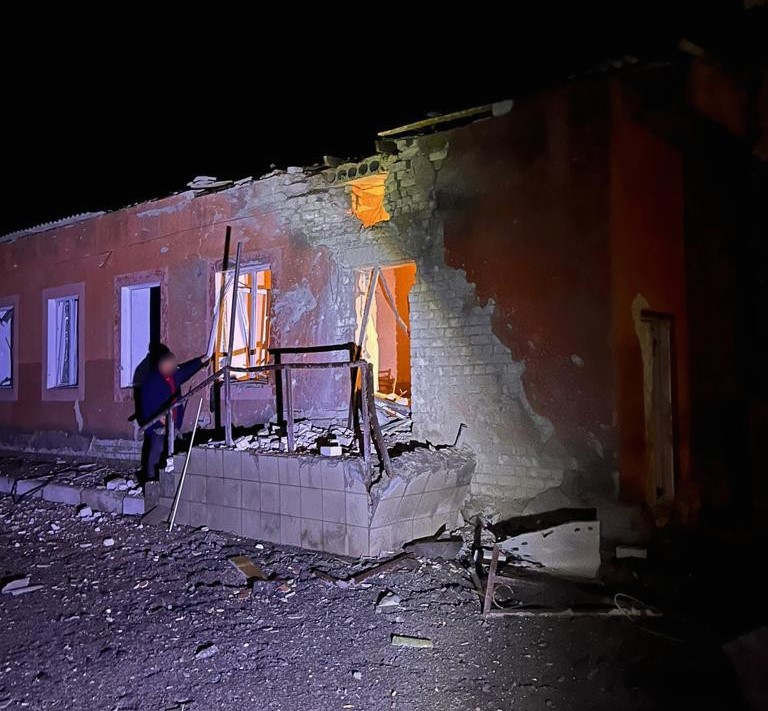
Пологове відділення лікарні в Херсоні після обстрілу 27 грудня

Противник продовжив наступ на Бахмутському і Авдіївському напрямках та намагався покращити тактичне положення на Лиманському напрямку, протягом доби росіяни втратили лише на Луганщині щонайменше 150 осіб. ЗСУ відбили атаки окупантів в районах н.п. Площанка і Червонопопівка Луганської області та Спірне, Яковлівка, Соледар, Бахмутське, Підгородне, Бахмут, Андріївка, Кліщіївка, Авдіївка, Водяне, Мар'їнка, Побєда і Золота Нива на Донеччині. Росіяни атакували артилерією підприємство критичної інфраструктури в Херсоні.
Протягом доби росіяни завдали ракетного удару та здійснили 33 обстріли з РСЗВ, зокрема, по цивільних об'єктах міста Херсон. За словами Олега Синєгубова, на Харківщині в окупації лишалися 29 населених пунктів, до 2 % території області.
Відбулася чергова передача тіл військових. Україні вдалося повернути додому ще 42 загиблих захисників.

### 28 грудня
Противник продовжує ведення наступальних дій на Бахмутському та Авдіївському напрямках. Намагається покращити тактичне положення на Лиманському напрямку.
Підрозділи Сил оборони України відбили атаки окупантів в районах н.п. Стельмахівка, Андріївка, Площанка і Червонопопівка Луганської області та Білогорівка, Соледар, Бахмутське, Підгородне, Бахмут, Кліщіївка, Курдюмівка, Авдіївка, Красногорівка, Мар'їнка та Побєда на Донеччині.
Протягом доби росіяни завдали 30 авіаційних та 7 ракетних ударів, зокрема, по цивільній інфраструктурі міст Костянтинівка Донецької області та Харків. Також здійснили понад 70 обстрілів з РСЗВ. Також обстрілів зазнали райони вздовж лінії фронту від Чернігівської до Херсонської областей.

Вночі російські окупанти вчергове завдали удару по енергетичній інфраструктурі Харкова, застосувавши для цього 13 іранських БпЛА «Шахед-136». 11 цих дронів підрозділи Сил оборони України збили. Увечері росіяни вчергове масово атакували Україну іранськими дронами-камікадзе. В Дніпрі пролунали вибухи, область зазнала атаки російсько-іранських безпілотників. Росіяни також атакували дронами Херсон та Харків. Протягом дня росіяни завдали 70 ударів по Сумській області.

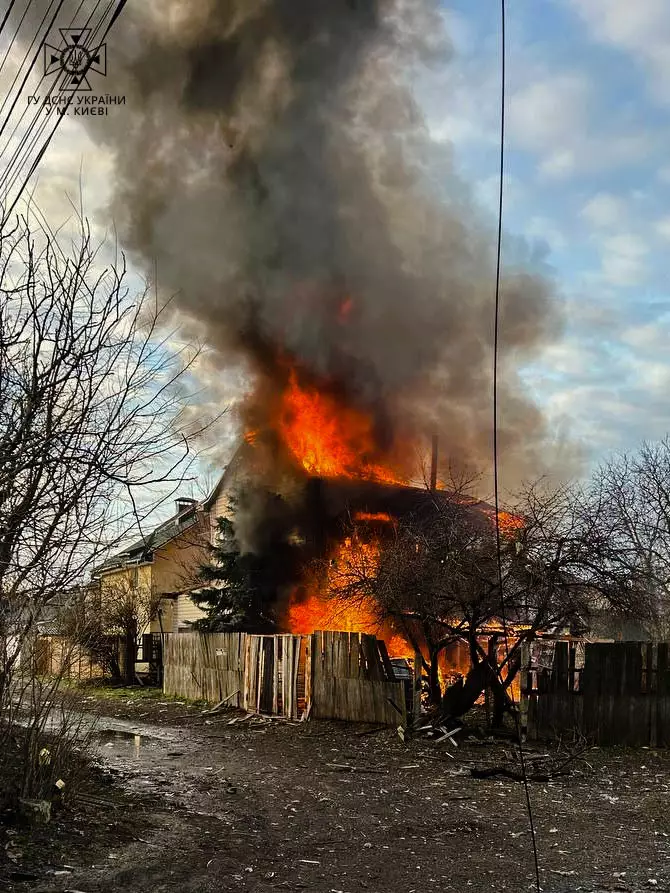
Будинок у Києві (Осокорки), що загорівся від уламків збитої ракети

### 29 грудня
Росіяни намагаються наступати на Бахмутському та покращити тактичне положення на Лиманському та Куп'янському напрямках.
За минулу добу підрозділи Сил оборони відбили атаки окупантів в районах населених пунктів Стельмахівка і Білогорівка Луганської області та Соледар, Іванівське, Кліщіївка, Кам'янка, Авдіївка, Веселе, Водяне, Красногорівка і Мар'їнка на Донеччині. Протягом доби на Бахмутському напрямку, який залишається найгарячішою точкою фронту, було 28 боєзіткнень ЗСУ з росіянами, внаслідок чого окупанти втратили 144 військових убитими та понад 200 пораненими.
Протягом доби противник завдав 85 ракетних та 35 авіаційних ударів, а також здійснив 63 обстріли з РСЗВ. Обстрілів зазнали райони вздовж лінії фронту від Чернігівської до Херсонської областей. Окупанти 29 грудня завдали по прикордонню Сумської області 51 удару.
Зранку російський агресор організував масштабну ракетну атаку по території України, особливо постраждали Київ, Львів, Одеса. О 8 годині ранку російські військові атакували Україну дронами-камікадзе, крилатими ракетами з кораблів і стратегічних бомбардувальників, а також зенітними керованими ракетами С-300. Силами ППО було збито 54 із 69 російських ракет.
Міноборони Білорусі заявило, що в Брестській області впали уламки від ракети комплексу С-300, яка була збита системою ППО країни.

### 30 грудня
Противник і далі веде наступальні дії на Лиманському та Бахмутському напрямках і намагається покращити тактичне положення на Куп'янському та Авдіївському.
За добу наші воїни відбили атаки окупантів в районах н.п. Стельмахівка, Невське, Червонопопівка і Білогорівка Луганської області та Соледар, Білогорівка, Бахмутське, Підгородне, Бахмут, Кліщіївка, Нью-Йорк, Красногорівка, Кам'янка, Авдіївка і Мар'їнка Донецької області.
Протягом доби противник завдав 5 ракетних та 29 авіаційних ударів. 26 авіаударів ворога прийшлося по цивільній інфраструктурі. Зокрема, окупанти застосували 10 БпЛА Шахед-136, але усі вони були збиті. Крім того, противник здійснив 80 обстрілів з РСЗВ, постраждали і мирні населені пункти. Також обстрілів зазнали райони вздовж лінії фронту від Чернігівської до Херсонської областей.
О 2:00 росіяни атакували Україну 16 дронами Shahed-131/136, ППО збили 7 БПЛА, що летіли на Київ, внаслідок падіння обломоків було пошкоджені вікна в житловому будинку. Постраждалих не було. Для подолання системи ППО України росіяни намагалися використати русло Дніпра.
Росіяни завдали майже 140 ударів по Сумській області, також прозвучало кілька сильних вибухів у Херсоні. В Донецьку було ліквідовано заступника глави контрольно-слідчого відділу військового слідчого управління Слідчого комітету РФ з Об'єднаного угруповання військ Євгена Рибакова.
Загарбники накрили масованим вогнем Чорнобаївку Херсонської області. Поцілили у котельню, дитсадок, ЦНАП та амбулаторію.

### 31 грудня
За добу ЗСУ відбили атаки окупантів в районах населених пунктів Стельмахівка, Площанка і Білогорівка Луганської області та Соледар, Бахмутське, Бахмут, Озарянівка, Мар'їнка і Побєда — Донецької.
Протягом доби противник завдав 31 ракетний і 12 авіаційних ударів та здійснив понад 70 обстрілів з РСЗВ. Постраждала цивільна інфраструктура Чернігівської, Сумської, Київської, Хмельницької, Донецької, Запорізької, Миколаївської та Херсонської областей.
Крім того, ворог запустив тринадцять іранських ударних БпЛА «Шахед-136». Всі вони знищені Силами оборони України. Також обстрілів зазнали райони вздовж лінії фронту від Чернігівської до Херсонської областей.

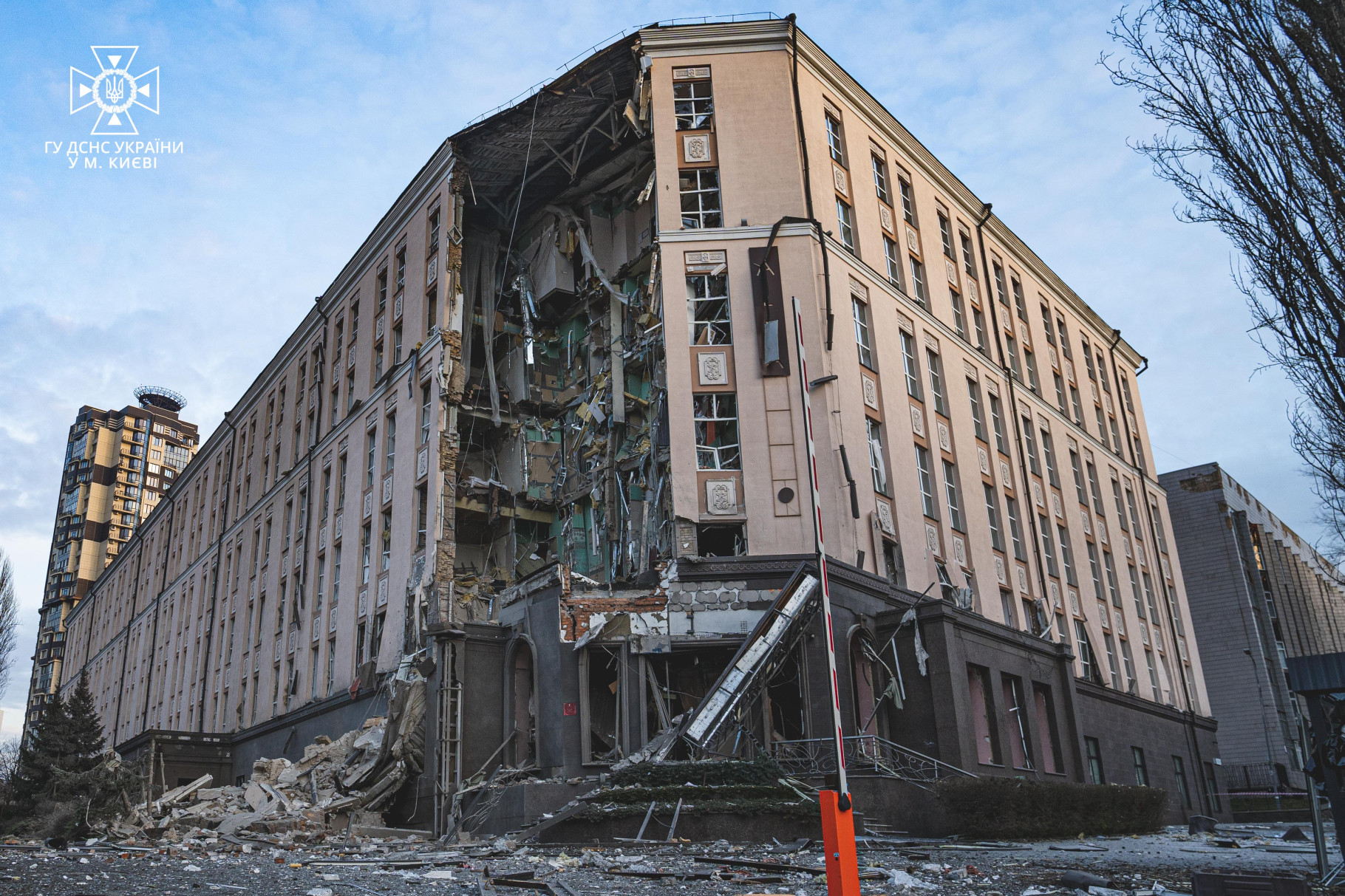
Готель у Києві після обстрілу

Вдень росіяни випустили по Україні понад 20 крилатих ракет, 12 з яких знищені силами протиповітряної оборони. В кількох областях України почалося відключення світла.
Кількість постраждалих у Києві від ракет сягнула 8 осіб, зокрема поранено журналіста з Японії Ватару Секіта, що працював у виданні Асахі Сімбун і жив у зруйнованому готелі Alfavito. У Хмельницькому поранено та доставлено у лікарню 7 осіб та померла 22-річна дівчина, поранена внаслідок ракетної атаки.
З російського полону повернули 140 українців, серед них — захисники Маріуполя та острова Зміїний. Росіяни провели дві ракетні атаки на Хмельницький, частина міста лишилася без світла, понад 10 людей було поранено, також було атаковано Краматорськ.

## Підсумки грудня 2022
У грудні вздовж всієї лінії фронту тривали обстріли, активні бойові дії точились на східних ділянках — на східних околицях Бахмута, де намагалися наступати росіяни і на захід від Кремінної і Сватового. де росіяни вимушені були стримувати натиск ЗСУ.
16 грудня російські загарбники завдали масованого ракетного удару по цивільній та енергетичній інфраструктурі нашої держави. Всього ворог випустив 98 ракет та здійснив понад 65 обстрілів з РСЗВ. В деяких регіонах (зокрема, Харків, Кривий Ріг) зникло електропостачання. Один із найбільших ударів по енергетиці України. Ще один масований ракетний удар було завдано 29 грудня.
Продовження хронології — у статті Хронологія російського вторгнення в Україну (січень 2023).